# Lista över öar på Färöarna

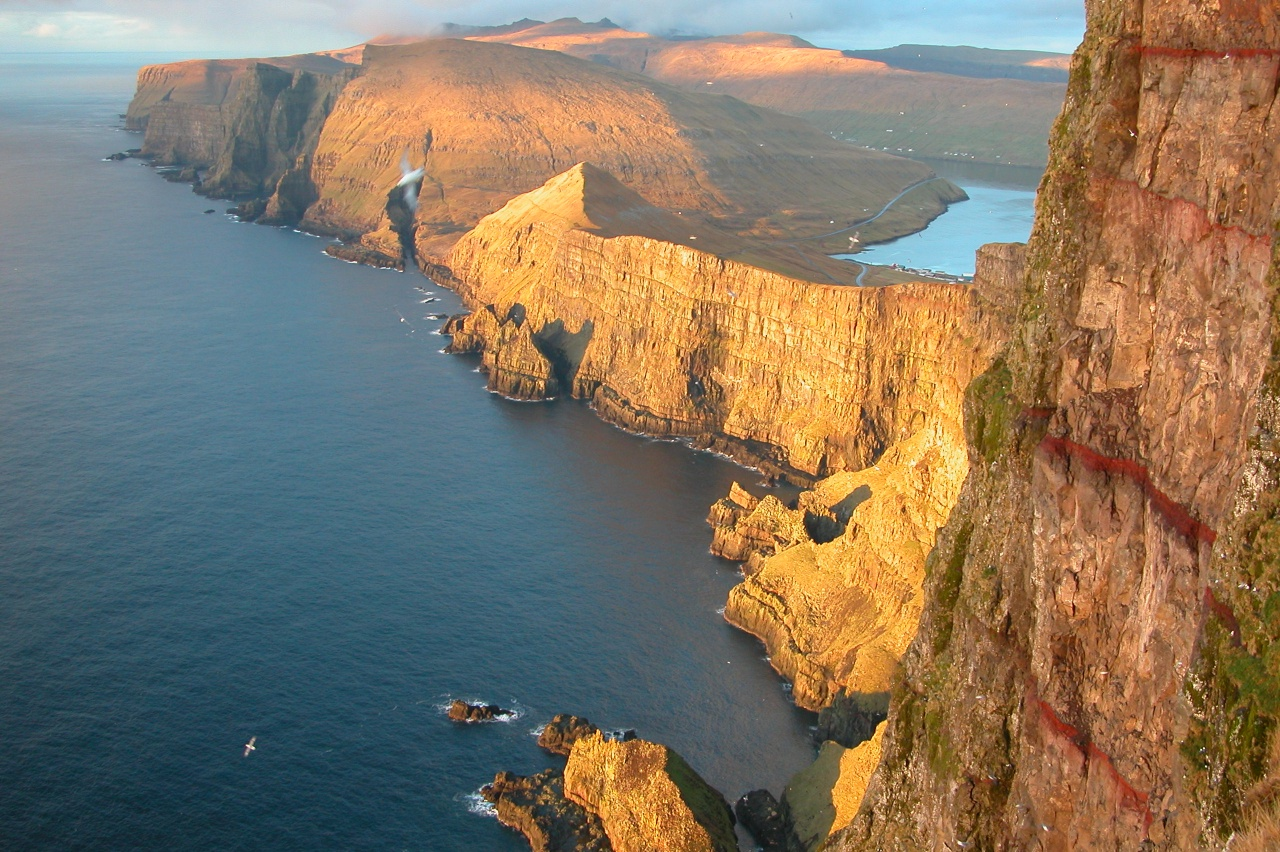
Klippan Beinisvørð på Suðuroy.

Detta är en komplett lista över öar på ögruppen Färöarna. Det finns totalt 18 öar, varav Lítla Dímun är den enda som är obebodd. Förutom dessa 18 öar finns det även flera kobbar och skär.
| Namn        | Area [km²] | Befolkning | Befolkningstäthet [inh./km²] | Huvudorter               | Sýsla (distrikt) |
| ----------- | ---------- | ---------- | ---------------------------- | ------------------------ | ---------------- |
| Streymoy    | 373,5      | 22 450     | 60,1                         | Torshamn och Vestmanna   | Streymoy         |
| Eysturoy    | 286,3      | 10 726     | 37,5                         | Fuglafjørður och Runavík | Eysturoy         |
| Vágar       | 177,6      | 3 064      | 17,3                         | Miðvágur och Sørvágur    | Vágar            |
| Suðuroy     | 166,0      | 4 680      | 28,2                         | Tvøroyri och Vágur       | Suðuroy          |
| Sandoy      | 112,1      | 1 283      | 11,4                         | Sandur                   | Sandoy           |
| Borðoy      | 95,0       | 4 940      | 52,0                         | Klaksvík                 | Norðoyar         |
| Viðoy       | 41,0       | 596        | 14,5                         | Viðareiði                | Norðoyar         |
| Kunoy       | 35,5       | 129        | 3,6                          | Kunoy                    | Norðoyar         |
| Kalsoy      | 30,9       | 94         | 3,0                          | Mikladalur och Húsar     | Norðoyar         |
| Svínoy      | 27,4       | 32         | 1,3                          | Svínoy                   | Norðoyar         |
| Fugloy      | 11,0       | 38         | 3,5                          | Kirkja                   | Norðoyar         |
| Nólsoy      | 10,3       | 235        | 22,8                         | Nólsoy                   | Streymoy         |
| Mykines     | 10,3       | 14         | 1,4                          | Mykines                  | Vágar            |
| Skúvoy      | 10,0       | 36         | 3,2                          | Skúvoy                   | Sandoy           |
| Hestur      | 6,1        | 25         | 4,1                          | Hestur                   | Streymoy         |
| Stóra Dímun | 2,7        | 8          | 3,0                          | Dímun                    | Sandoy           |
| Koltur      | 2,5        | 1          | 0,4                          | Koltur                   | Streymoy         |
| Lítla Dímun | 0,8        | 0          | -                            | –                        | Suðuroy          |
| Total       | 1,396      | 48,351     | Ø 34,6                       |                          |                  |